# Johann Georg Stengg
Johann Georg Stengg (* 23. Dezember 1689; begraben 19. März 1753 in Graz) war ein steirischer Architekt und Barockbaumeister.

## Biographie
Johann Georg Stengg war der Sohn von Andreas Stengg, dem Grazer Hofbaumeister. Er entwickelte sich zum Hauptvertreter der spätbarocken Architektur in der Steiermark. Stengg unternahm zwei Italienreisen (1707 und 1715) und wurde vom italienischen Architekten Francesco Borromini geschult. Die Meisterprüfung legte er 1716 beim Grazer Maurerhandwerk vor Bartholomäus Ebner und Josef Carlone ab. Im Jahr 1741 trat er die Nachfolge seines Vaters Andreas Stengg als Hofbaumeister an. Eines seiner bedeutendsten Werke ist die Grazer Wallfahrtskirche Mariatrost, die er mit seinem Vater plante.

## Werk (Auswahl)

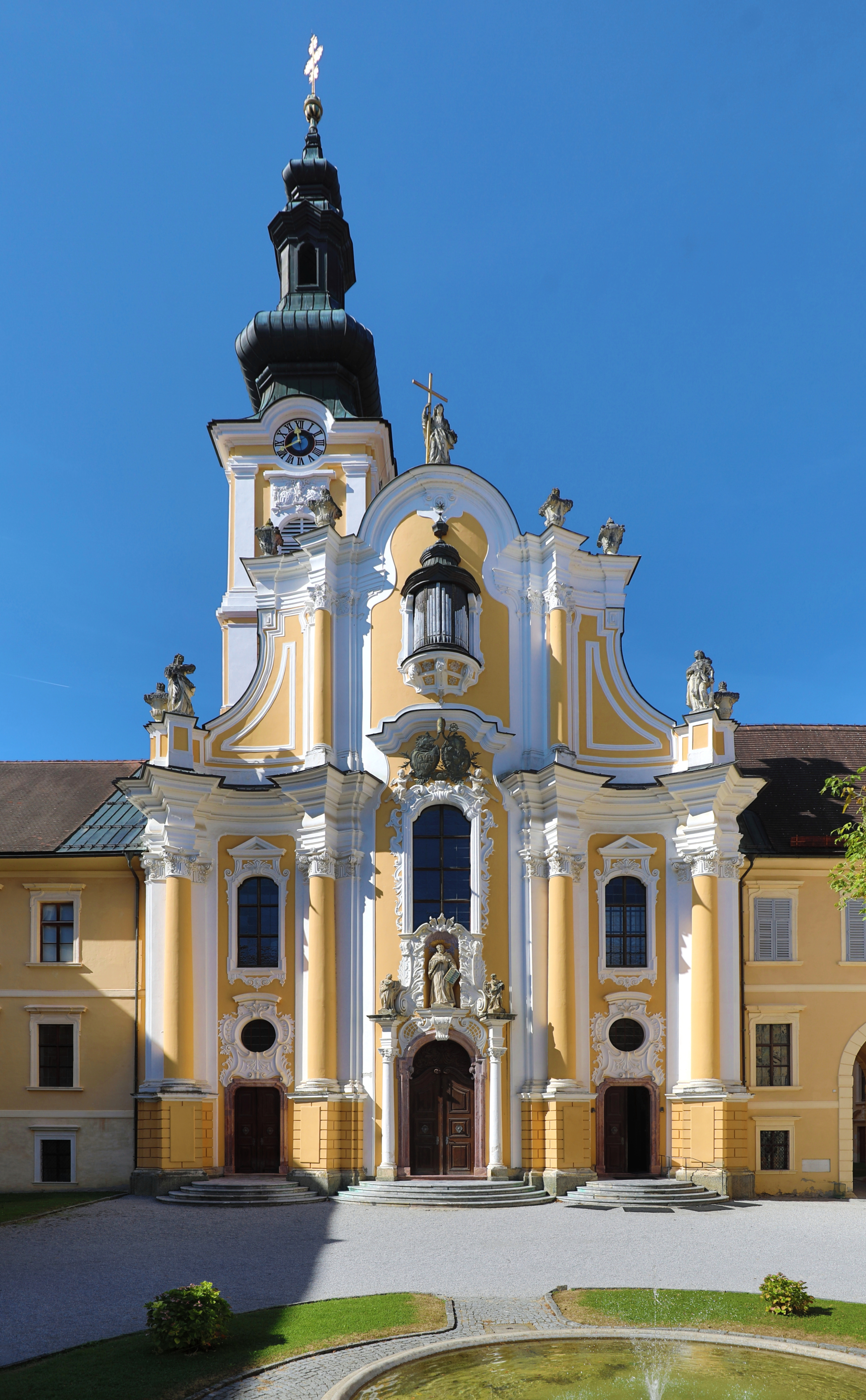
Stiftskirche Rein

- Barockisierung der Stiftskirche Rein, 1747
- Planung der Basilika Mariatrost (mit seinem Vater Andreas Stengg), 1714
- Turm der Pfarrkirche Heiligenkreuz am Waasen, 1746
- Dachreiter der Kirche Maria im Elend zu Straßgang
- Planung der Ecce-Homo-Bühne der Grazer Kalvarienbergkirche
- Barockisierung der Fassade des Palais Inzaghi am Grazer „Mehlplatz“
- Zwiebelhaube der Kirche St. Leonhard, 1747
- Gruftbau in der Leechkirche, 1737
- Planung des Turms der Barmherzigenkirche, um 1740